# Neuägyptischer Stil

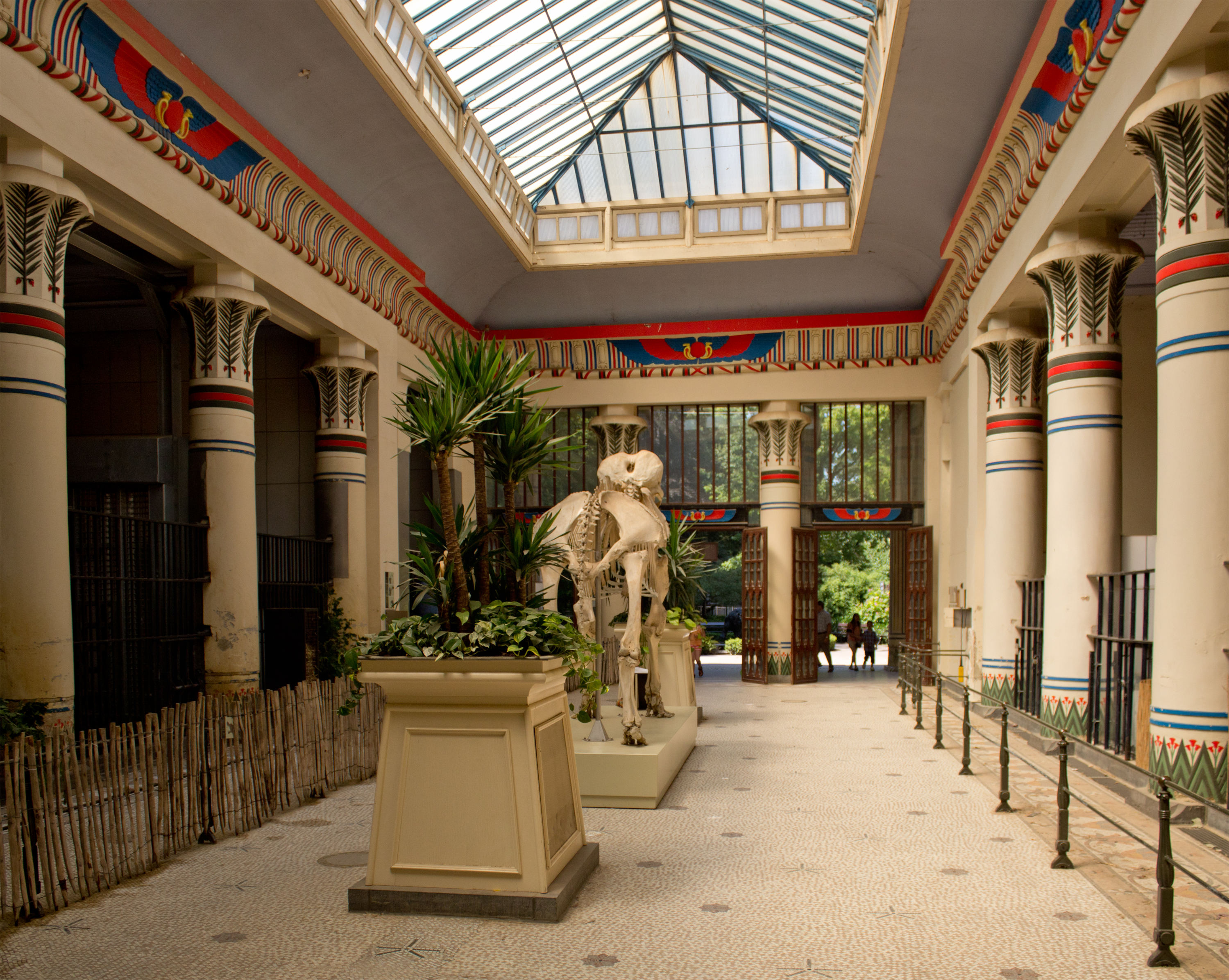
Elefantenhaus im Zoo Antwerpen (1856)

Der Neuägyptische Stil war eine Stilrichtung in der bildenden Kunst von der Mitte des 18. bis in den Beginn des 20. Jahrhunderts, der aus der in dieser Zeit herrschenden Begeisterung für die altägyptische Kultur (Ägyptomanie) hervorging.

## Geschichte

### Vorgeschichte

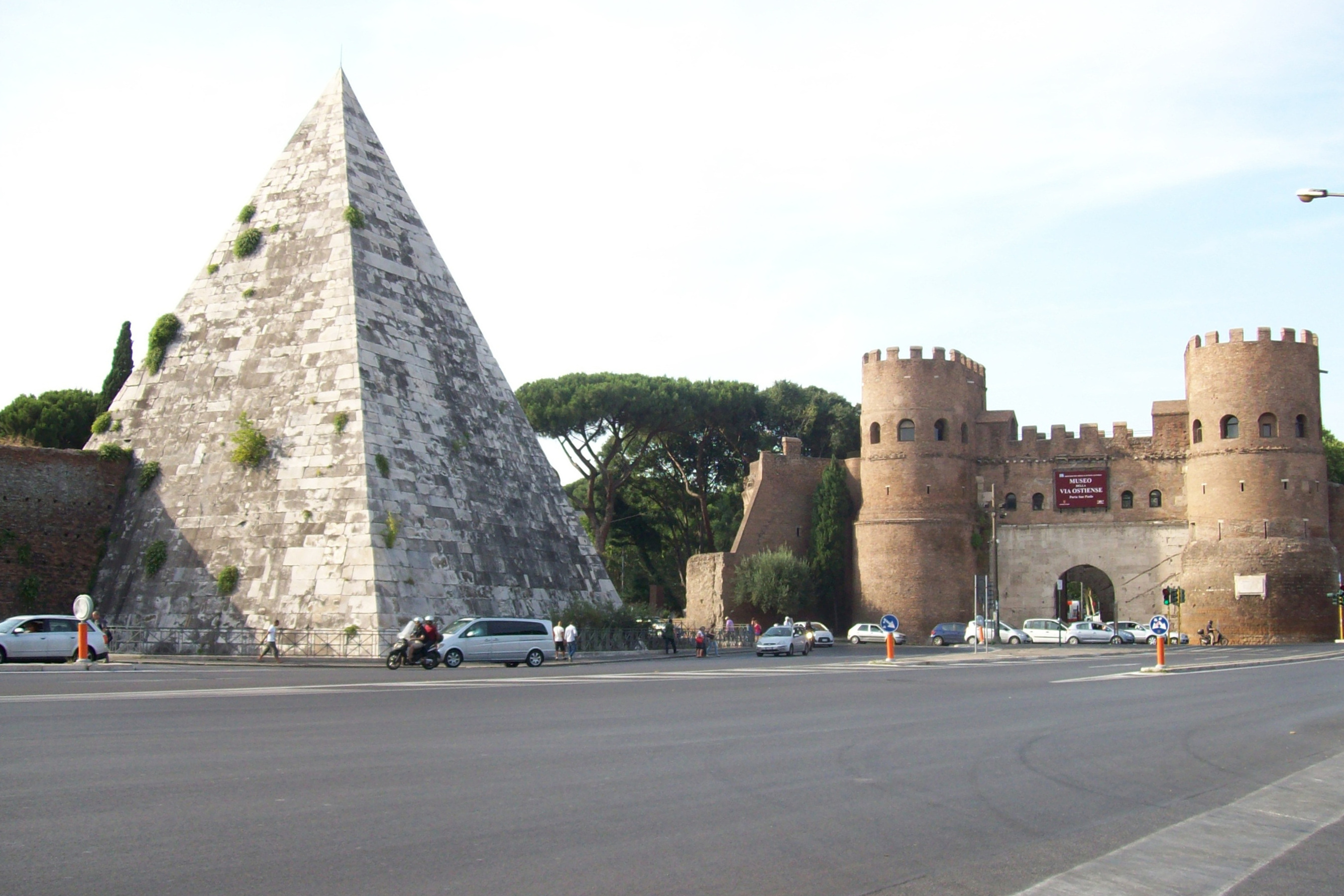
Die Cestius-Pyramide, Rom, vor der Restaurierung 2012 (15 v. Chr.)

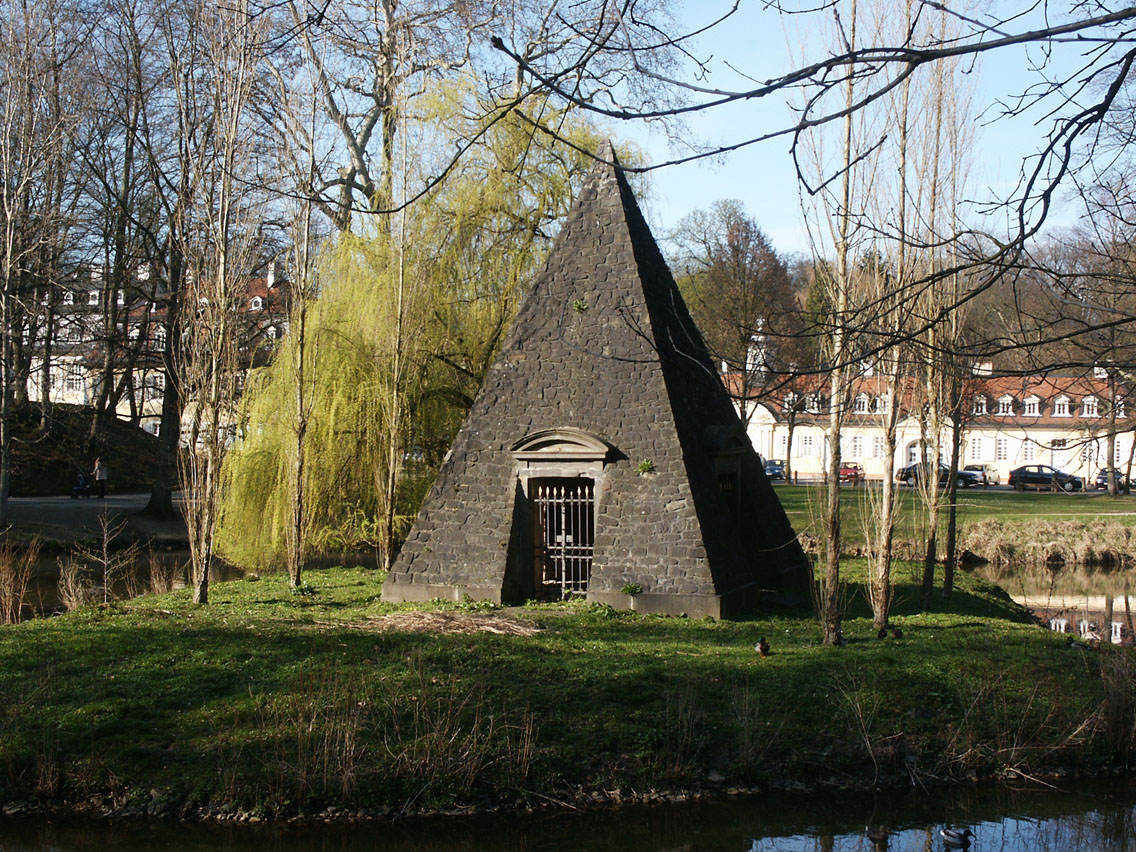
Pyramide zum Andenken an Prinz Friedrich von Hessen-Kassel (1772–1784) im Staatspark Wilhelmsbad

Bereits in römischer Zeit war Ägypten zeitweise große Mode. Das begann mit der römischen Besetzung Ägyptens 30 v. Chr. Ägyptische Altertümer wurden gesammelt und auch dekorativ aufgestellt – allein 13 Obelisken wurden von Ägypten nach Rom transloziert  – oder in ägyptisierenden Formen gebaut, etwa die Cestius-Pyramide. Diese Zeugnisse waren diejenigen „Originale“, die beim Entstehen des Neuägyptischen Stils in Rom und Italien für die Interessierten im 18. Jahrhundert zuerst und am leichtesten zugänglich waren.
In der Renaissance faszinierten im gestaltenden Bereich vor allem die rätselhaften, hin und wieder als dekoratives Element verwendeten Hieroglyphen. In Rom wurden im 16. und 17. Jahrhundert eine ganze Reihe der zwischenzeitlich umgestürzten altägyptischen Obelisken wieder aufgestellt.
Im Barock erstreckte sich das Interesse an der altägyptischen Kultur zunehmend auch auf deren architektonische Hinterlassenschaften und Kunstwerke. Frühe Zeugnisse des Interesses sind Reisebeschreibungen des frühen 18. Jahrhunderts oder bildliche Darstellungen.

### Grundlagen

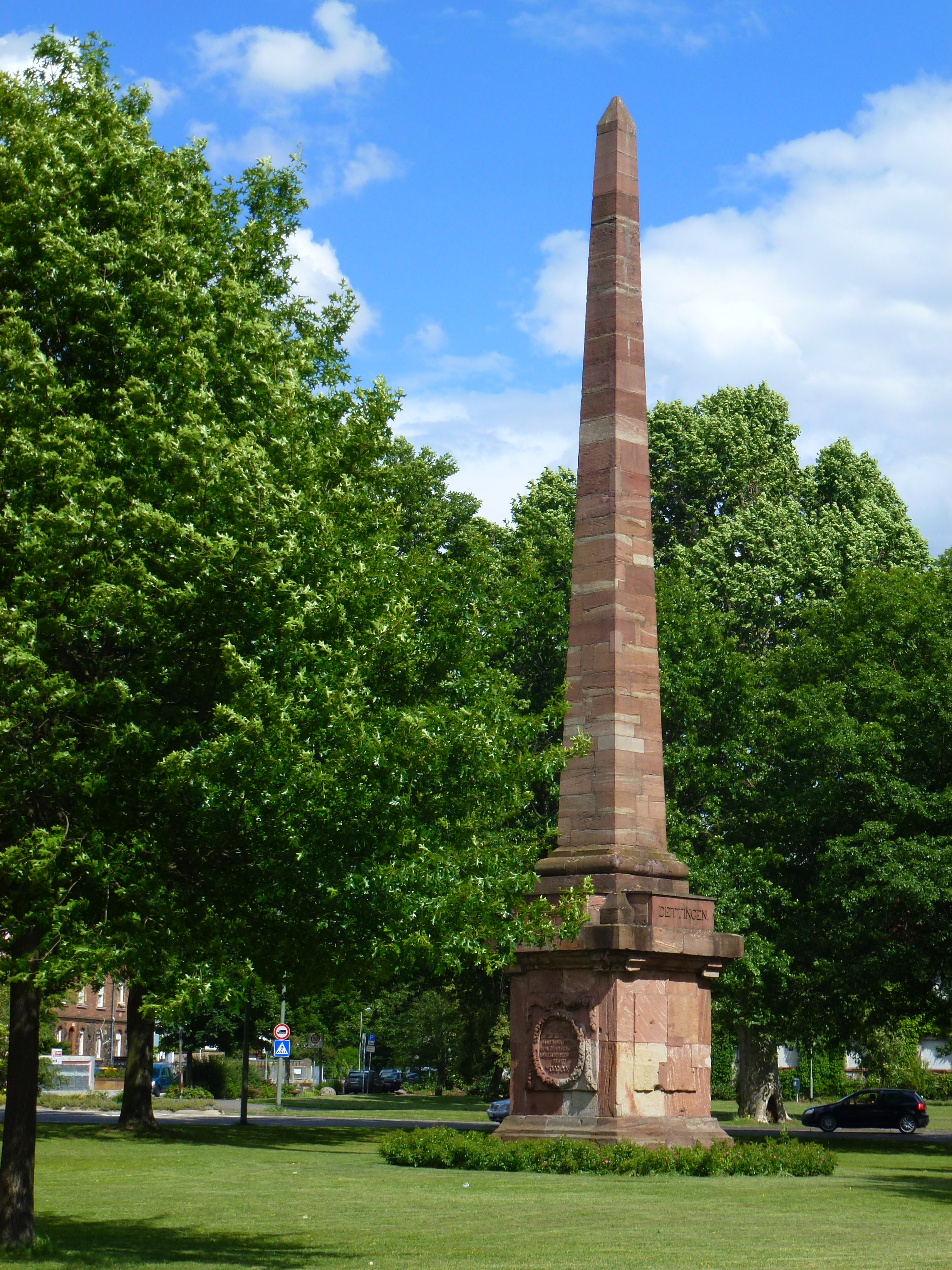
Ehrensäule, Hanau (1775)

Bis zur Entzifferung der Hieroglyphen durch Jean-François Champollion (1790–1832) in den 1820er Jahren lagen die Hintergründe altägyptischer Kultur weitgehend im Dunkeln. Zugänglich waren die antiken, stark interpretierenden Quellen, vor allem Herodots (ca. 490–430 v. Chr.) Historien, aber auch Diodors (2. Hälfte 1. Jahrhundert v. Chr.) Bibliotheke, Strabons Geographika, die Naturalis historia von Plinius dem Älteren (2. Hälfte des 1. Jahrhunderts n. Chr.) und die unter dem Namen des Horapollon geführten Hieroglyphica. Das führte dazu, dass dort, wo Denkmäler nicht eindeutig zu interpretieren waren, phantasievoll hineininterpretiert wurde. Dabei entstanden etwa der von den Quellen sich weitgehend lösende Ägyptizismus der Freimaurer und Rosenkreuzer, Werke wie Die Zauberflöte oder das Wirken von Alessandro Cagliostro.
Materielle Zeugnisse altägyptischer Kultur waren in Europa zunächst vor allem in Rom zugänglich, wo ägyptische Monumentalplastiken, schon in der Antike hierher verbracht, als Bodenfunde zutage traten. Die größte, päpstliche Sammlung solcher Objekte befand sich seit dem 18. Jahrhundert im Kapitol. Eine weitere besaß Alessandro Kardinal Albani.
In der zeitgenössischen Diskussion um klassische und klassizistische Architektur stand in Bezug auf die altägyptische Architektur die Frage im Vordergrund, wieweit die griechische Architektur von ihr abhängig gewesen ist. Die ägyptische Kultur erschien als seit unvordenklich langer Zeit gleichbleibend unverändert, ein Topos, der schon auf Platon zurückzuführen ist. Hier entstand das Bild eines „konservativen ägyptischen Weisheitslandes“, in der politischen Kultur hoch geeignet, von Anhängern des Absolutismus und der Beharrung idealisiert zu werden.

### Zweite Hälfte des 18. Jahrhunderts

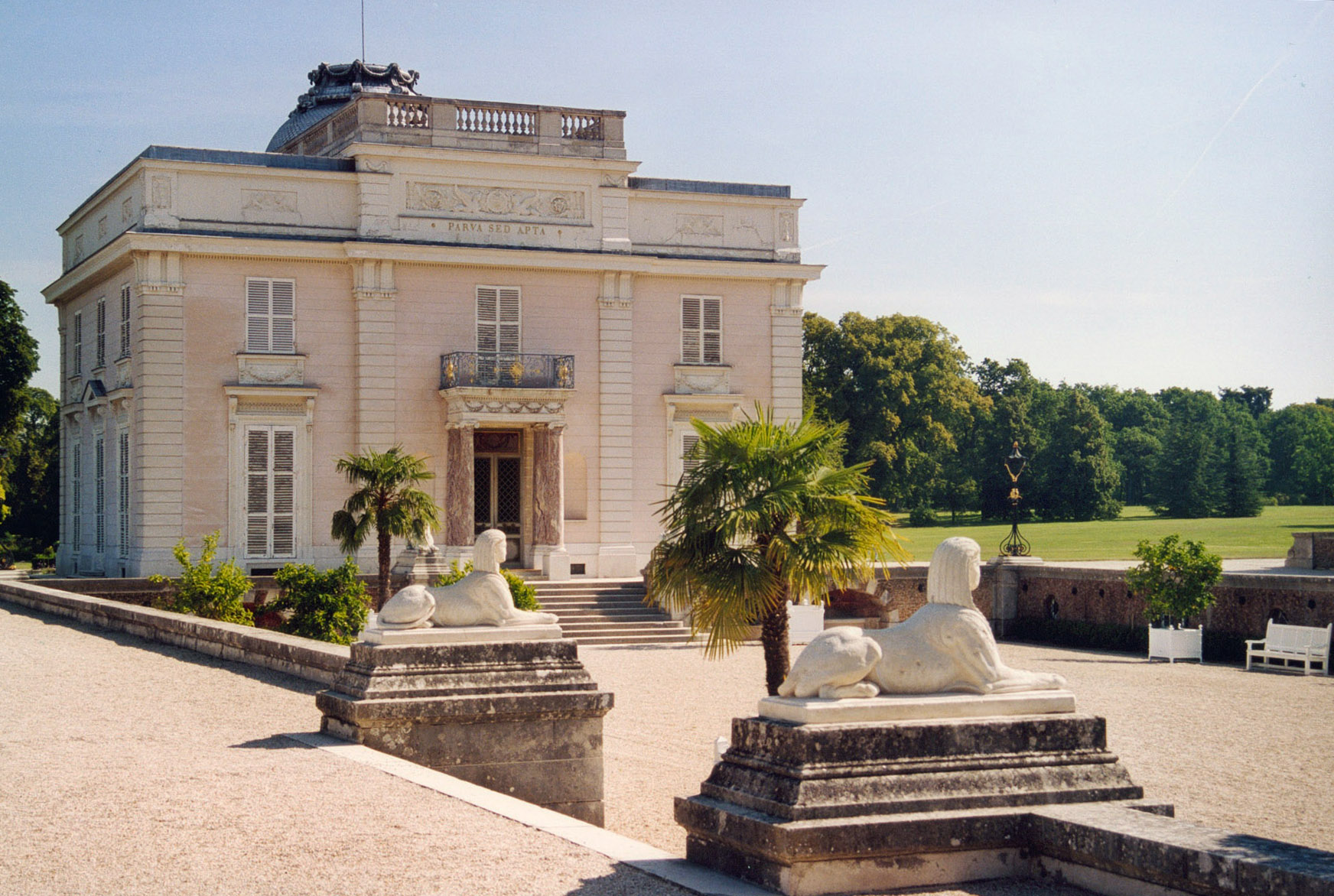
Sphingen im Garten von Schloss Bagatelle

Der Neuägyptische Stil entstand als Teil des Klassizismus, als Gegenbewegung zum und Abwehr von Barock und Rokoko und in Frankreich als Teil der Aufklärung. In dessen Anfangsphase war noch nicht festgelegt, was zur „Klassischen Kultur“ zu zählen war: nur die griechische Kultur, die griechische und die römische Kultur gemeinsam oder beide und darüber hinaus die vorangegangene Altägyptische Kunst. Die ägyptische Kultur wurde damals als eine Quelle für griechische und römische Kunst erkannt. Mit seiner Kunsttheorie grundlegend für den Neuägyptische Stil war Anne-Claude-Philippe, Comte de Caylus. Giovanni Battista Piranesi (1720–1778) publizierte als Erster in größerem Umfang architektonische Entwürfe Neuägyptischen Stils. Ab Mitte des 18. Jahrhunderts sind ägyptische Plastiken (oder deren Abgüsse) in zunehmender Zahl Bestandteil der Sammlungen von Kunstakademien.
In den 1780er Jahren erfreute sich „Ägyptisches“ großer Beliebtheit. Dies korrespondiert mit der Tatsache, dass die Ägypten-Rezeption überwiegend durch die französische Kultur in das übrige Europa vermittelt wurde. Die neuen ägyptischen Formen waren in ihrem Gebrauch zunächst auf den Adel beschränkt. Sie symbolisierten einen konservativen, absolutistisch regierten Staat und dienten in Frankreich auch dazu, die absolutistische Monarchie zu rechtfertigen. Louis Marie Duc d’Aumont machte den neuägyptischen Stil im Bereich des Kunstgewerbes zur Mode. Und nicht zuletzt die Königin selbst, Marie Antoinette, beförderte diese Mode nachhaltig, indem sie für ihre Privaträume in größerem Umfang Ausstattungsstücke in Neuägyptischem Stil beschaffen ließ und die Sphinx als persönliches ikonografisches Symbol betrachtete. Die politischen Gegner des Absolutismus – etwa die Enzyklopädisten – beurteilten deshalb auch ägyptische Formen in der Kunst negativ. Andere Gegner des Neuägyptischen Stils waren Johann Joachim Winckelmann und seine Anhänger, die die „hochstehende“ griechische Kunst gerne unabhängig von der „barbarischen“ ägyptischen Kunst interpretiert wissen wollten.
In Großbritannien war – im Gegensatz zu Frankreich – der Neuägyptische Stil nicht so sehr Teil modischen Kunsthandwerks, das ihn auch mit anderen Elementen kombinierte. In Großbritannien wurde vielmehr versucht, möglichst originalgetreu nach altägyptischen Vorbildern zu arbeiten. Dazu zählte z. B. seit 1770 entsprechende Wedgwood-Keramik.
In Deutschland setzte die Ägypten-Rezeption etwas später ein und vermischte sich mit den am Ende des 18. Jahrhunderts aufkommenden irrationalen, romantischen und anti-aufklärerischen Ideen. Hier nutzten vor allem zunächst Freimaurer und Rosenkreuzer neuägyptische Formen als Bedeutungsträger.

### Das „lange 19. Jahrhundert“

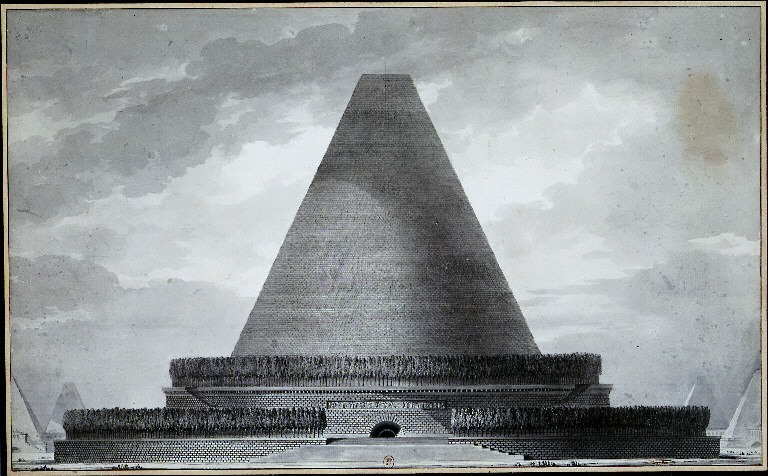
Revolutionsarchitektur: Kenotaph in ägyptischem Stil von Étienne-Louis Boullée

Auch die französische Revolutionsarchitektur war von Elementen der ägyptischen Kunst beeinflusst. Hier wurde die altägyptische Architektur als „ursprünglich“ und „naturnah“ interpretiert, als vorbildlich im Sinne der Ende des 18. Jahrhunderts einflussreichen Physiokraten.

„Die kulturellen Führer der großen Revolution bemächtigten sich umgehend der ihnen verwertbar erscheinenden Symbole des Ancien regime, um sie den sich schnell verändernden politischen Situationen anzupassen und daraus eine neue bürgerlich-republikanische Symbolik zu entwickeln. Dazu gehörten auch ägyptische und ägyptisierende Elemente wie Obelisken, Pyramiden, Sphingen und Hieroglyphen.“

Da die meisten der in der stürmischen Anfangsphase der Revolution geschaffenen Denkmäler, die vor allem tagespolitische Bedeutung hatten, im Zuge der revolutionären Ereignisse bald obsolet wurden und zudem aus schnell vergänglichen Materialien geschaffen waren, ist aus dieser Zeit nur wenig erhalten. Als einziges aus der Anfangszeit der Republik in Paris erhaltenes neuägyptisches, immobiles Kulturdenkmal gelten zwei Sitzbänke im Jardin des Tuileries von 1794. Sie sind mit geflügelten weiblichen Sphingen, die ein Nemes-Kopftuch tragen, dekoriert. In den Folgejahren kam es immer wieder zu Entwürfen für Großprojekte in Neuägyptischem Stil oder bei denen neuägyptische Stilelemente verwendet werden sollten. Aber angesichts der turbulenten politischen Entwicklung wurde kaum etwas davon umgesetzt.

#### Der Ägyptenfeldzug und die Folgen

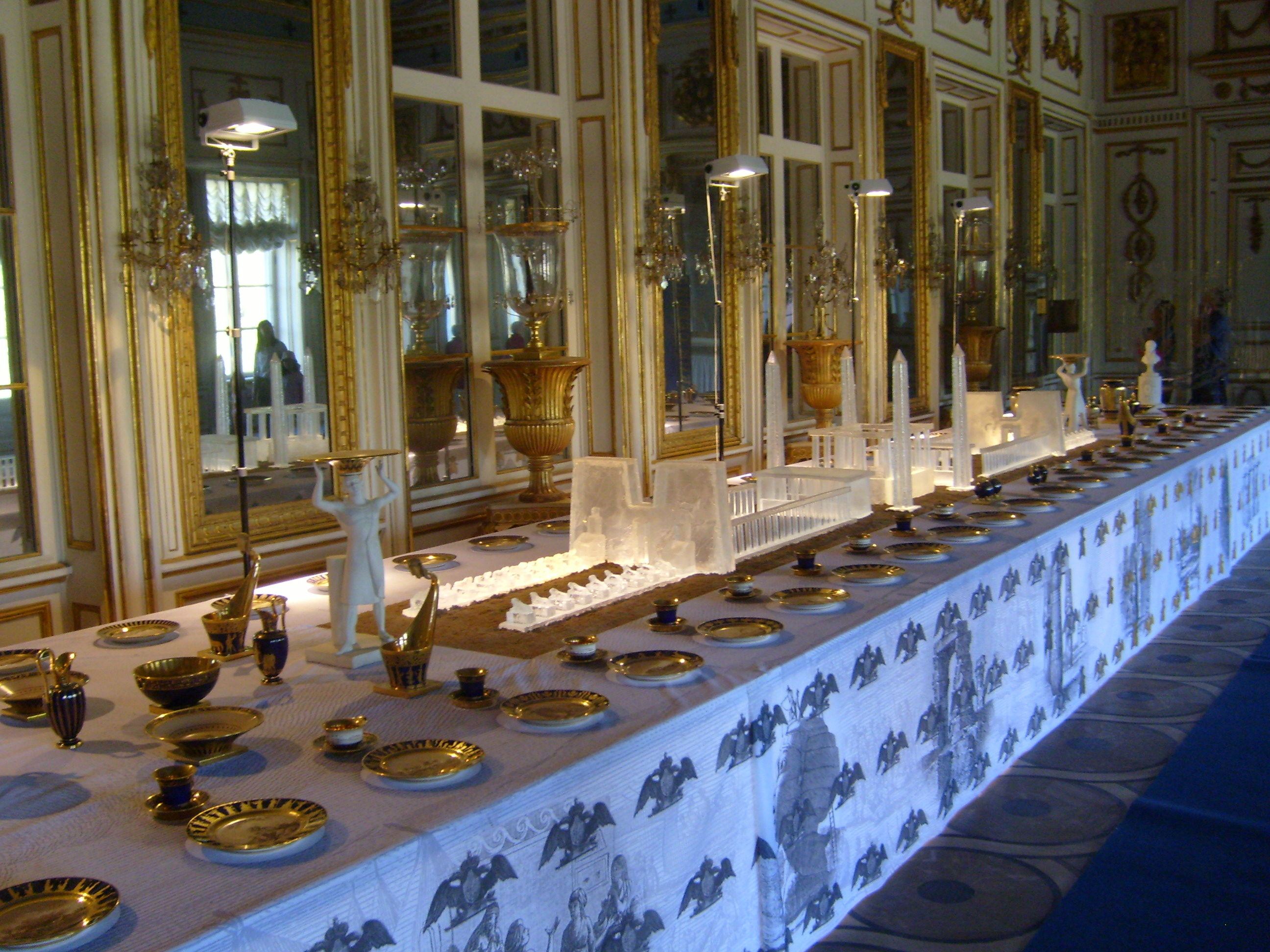
Das im Jahr 1800 von Napoleon in Sèvres beauftragte Ägypten-Service

Entgegen einer vielverbreiteten Auffassung hatte der Neuägyptische Stil also schon eine 50-jährige Vorgeschichte, als Napoleon Bonaparte den Ägyptenfeldzug durchführte. Dieser hat den Stil nicht erst entstehen lassen. Allerdings führte der Feldzug zu einem Hype des Neuägyptischen Stils. Das hatte mehrere Gründe: Zwar scheiterte der Feldzug militärisch, jedoch stellte er einen erheblichen Prestige-Erfolg für Napoleon dar, der sich von dieser Ausgangsbasis zum „Ersten Konsul“ aufschwang. Napoleon etablierte in der Folge den Neuägyptischen Stil als Bestandteil des Empire und er breitete sich mit der militärischen und kulturellen Dominanz des französischen Kaiserreichs schnell über ganz Europa aus. Dabei verbreitete er sich im nun dominierenden Bürgertum und war nicht mehr nur auf den Adel beschränkt.
Die den Feldzug begleitende wissenschaftliche Expedition vermehrte den Umfang des Wissens um und des Materials zur ägyptischen Kunst in Europa enorm.
Im Gegensatz zur republikanischen Phase der Revolution sind aus dem Kaiserreich auch einige Denkmäler in Neuägyptischem Stil erhalten. Die neuägyptischen Formen verbreiteten sich weit und wurden bis hin in die Mode übernommen.
Nicht alle waren vom Neuägyptischen Stil begeistert. Besonders Anhänger klassizistischer Formen lehnten ihn ab. So ist von Johann Wolfgang von Goethe überliefert:

„Nun soll am Nil ich mir gefallen,

Hundsköpf’ge Götter heißen groß:

O, wär’ ich doch aus meinen Hallen

Auch Isis und Osiris los!“

#### Nach Napoleon

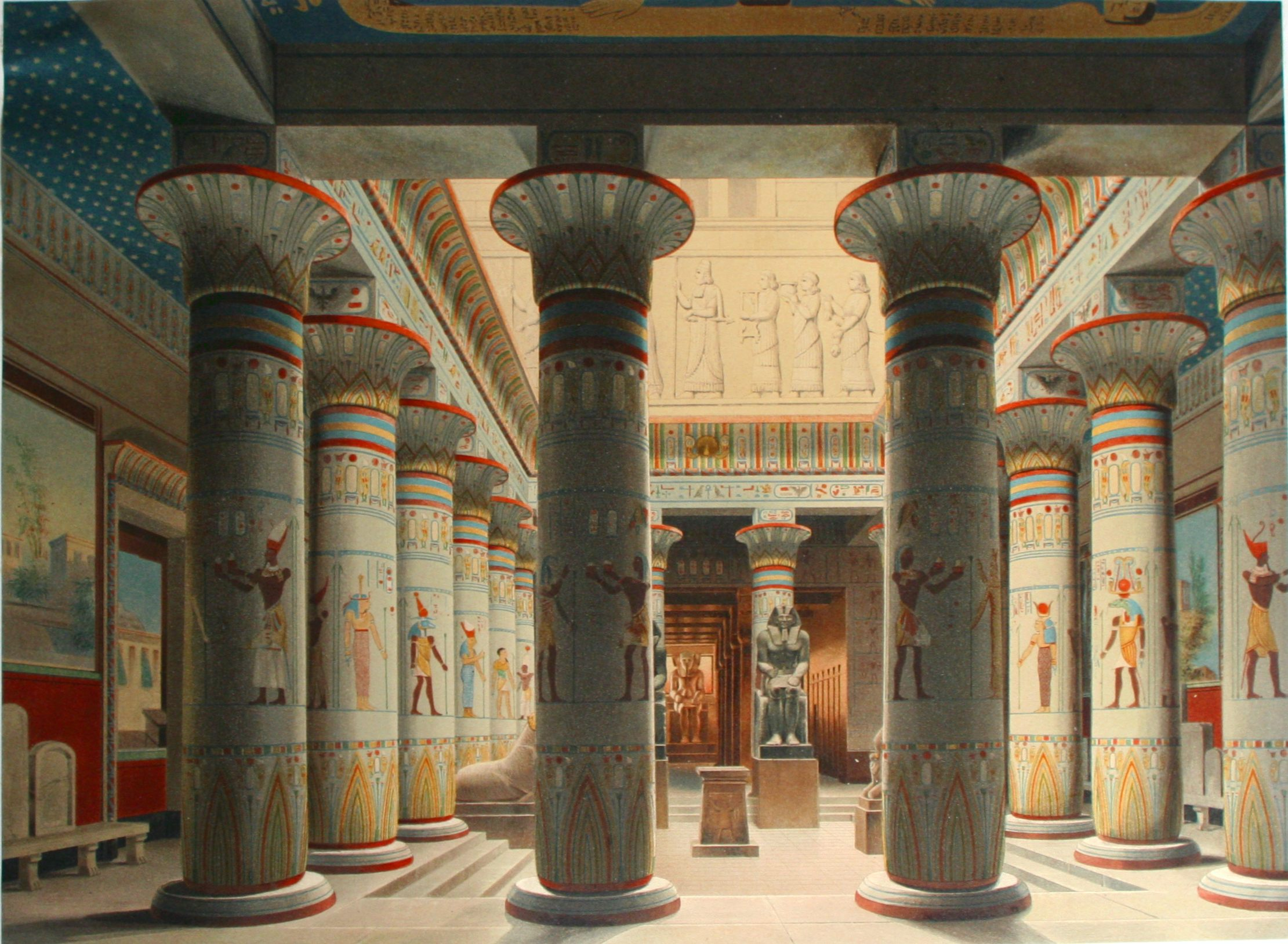
Neues Museum Berlin, Ägyptischer Hof (Lithografie nach einem Aquarell von Eduard Gaertner)

Die Voraussetzungen für die Rezeption ägyptischer Kunst änderten sich durch den Ägyptenfeldzug Napoleons dramatisch. Das Land gelangte wieder in den Blickpunkt europäischer Interessen mit dem Höhepunkt der Eröffnung des Sueskanals 1869 und der Besetzung des Landes durch Großbritannien 1882. Zudem setzte nach der Entzifferung der Hieroglyphen die wissenschaftliche Erforschung der Altägyptischen Kultur ein. Dies hatte auch zur Folge, dass nun in Europa Sammlungen und Museen entstanden, die – im Gegensatz zu ihren Vorläufern des 18. Jahrhunderts – nicht nur die ägyptische Kultur der Spätzeit, sondern die gesamte altägyptische Kultur sammelten.
Aber auch in den ersten Jahrzehnten des 19. Jahrhunderts, dem Höhepunkt der künstlerischen Ägyptenrezeption, blieben Bauwerke in neuägyptischem Stil relativ selten. Zudem waren die altägyptischen Statuen nur schwer mit dem von der griechischen Klassik geprägten Schönheitsideal zu verbinden. Sie wirkten als „exotische Kuriositäten“. Soweit deshalb überhaupt Statuen im neuägyptischen Stil geschaffen wurden, orientierten sie sich an Vorbildern aus der römischen Kaiserzeit. Ornamente oder Dekorationselemente wurden dagegen unproblematischer übernommen. So waren erste Schwerpunkte des neuägyptischen Stils während des Empire Innenraumdekorationen und Möbel.
Im 19. Jahrhundert setzte sich in der Anwendung des neuägyptischen Stils zunehmend das exakte Kopieren nach dem archäologischen Vorbild durch – auch wenn die Kompromisse an die moderne Nutzung der Gebäude erheblich waren. So ist etwa die Freimaurer-Loge in Boston (Lincolnshire), Großbritannien (1860–1863) eine Replik des Tempels von Dendur und trägt eine Bauinschrift in Hieroglyphen. Zunehmend diente der neuägyptische Stil auch dazu, „Exotisches“ zu betonen: Architektur in zoologischen Gärten und noch später: Kinos. Damit wurde der neuägyptische Stil aber auch austauschbar gegen andere „Exotismen“ und er war nur noch eine Möglichkeit unter vielen, Exotischem einen Ausdruck zu verleihen.

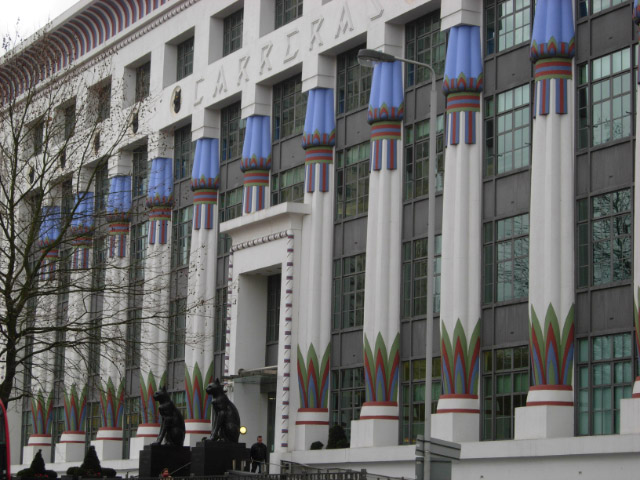
Carreras Cigarette Factory, London

Eine letzte Welle neuägyptischen Bauens setzte in den 1920er Jahren ein, als im Umfeld der Entdeckung und Öffnung des Grabes von Tutanchamun Ägyptisches erneut groß in Mode kam.

## Stilelemente
Neuägyptische Formen wurden einerseits nur selektiv eingesetzt. Komplette Bauwerke in Neuägyptischem Stil sind selten. Andererseits wurden neuägyptische Elemente aber vielfältig verwendet, etwa zur Dekoration von Freiflächen. Ägyptische Säulenordnungen galten als archaisch und ursprünglich, die Hohlkehle durfte nicht fehlen. Als besonders geeignet galt der (neu-)ägyptische Stil bei Bauten, die die Ewigkeit beschwören, erhabene Gefühle und Ehrfurcht wecken oder Schrecken hervorrufen sollten, z. B. Museen, Schulen, Bibliotheken, Gefängnisse und Friedhofsportale. In der Gartenkunst wurden – nahezu stereotyp – fast nur Pyramiden, Obelisken und Sphingen verwendet. Außerdem war der Stil bei Synagogen und Freimaurerhäusern beliebt.
In Deutschland blieb der neuägyptische Stil selten. Am ehesten findet er sich noch bei nicht verwirklichten Projekten oder Theaterdekorationen.

## Beispiele
In großer Anzahl wurden für Möbel, Dekorationselemente, Textilien, Innendekorationen und Kunsthandwerk im Allgemeinen ägyptische Motive verwendet, nicht zu vergessen Bühnenbilder für Stücke mit (pseudo-)ägyptischem Sujet, wie etwa der Zauberflöte, Joseph in Ägypten oder Aida. Dies alles im Einzelnen aufzulisten ist der Bestand zu vielfältig. Für den Bereich der Bauwerke siehe: